# Новофеклино
Новофеклино — село в Чановском районе Новосибирской области. Входит в состав Блюдчанского сельсовета.

## География
Площадь села — 73 гектаров.

## Население
| 2002 | 2007 | 2010 |
| ---- | ---- | ---- |
| 365  | ↘333 | ↘311 |

## Инфраструктура
В селе по данным на 2007 год функционируют 1 учреждение здравоохранения и 2 учреждения образования.